# Kanton Issy-l’Évêque
Der Kanton Issy-l’Évêque war bis 2015 ein französischer Wahlkreis im Arrondissement Autun im Département Saône-et-Loire und in der Region Burgund; sein Hauptort war Issy-l’Évêque, Vertreterin im Generalrat des Départements war zuletzt von 2007 bis 2015 Édith Perraudin (UMP). 
Der Kanton war 239,29 km² groß und hatte (1999) 2.421 Einwohner, was einer Bevölkerungsdichte von 10 Einwohnern pro km² entsprach. Er lag im Mittel auf 312 Meter über dem Meeresspiegel, zwischen 232 m in Cressy-sur-Somme und 506 m in Issy-l’Évêque. 

## Gemeinden
Der Kanton bestand aus sieben Gemeinden:
| Gemeinde         | Einwohner Jahr | Fläche km² | Bevölkerungsdichte | Code INSEE | Postleitzahl |
| ---------------- | -------------- | ---------- | ------------------ | ---------- | ------------ |
| Cressy-sur-Somme | 195 (2013)     | –          | – Einw./km²        | 71152      | 71760        |
| Cuzy             | 138 (2013)     | –          | – Einw./km²        | 71166      | 71320        |
| Grury            | 538 (2013)     | –          | – Einw./km²        | 71227      | 71760        |
| Issy-l’Évêque    | 781 (2013)     | –          | – Einw./km²        | 71239      | 71760        |
| Marly-sous-Issy  | 85 (2013)      | –          | – Einw./km²        | 71280      | 71760        |
| Montmort         | 203 (2013)     | –          | – Einw./km²        | 71317      | 71320        |
| Sainte-Radegonde | 175 (2013)     | –          | – Einw./km²        | 71474      | 71320        |

## Bevölkerungsentwicklung
| 1962  | 1968  | 1975  | 1982  | 1990  | 1999  | 2007  |
| ----- | ----- | ----- | ----- | ----- | ----- | ----- |
| 3.633 | 3.866 | 3.443 | 3.058 | 2.718 | 2.421 | 2.250 |